# Szramowo (przystanek kolejowy)
Szramowo – zamknięty przystanek osobowy a dawniej stacja kolejowa w Szramowie na linii kolejowej nr 251, w powiecie brodnickim, w województwie kujawsko-pomorskim, w Polsce.
Głównym zadaniem stacji w Szramowie była obsługa ruchu towarowego do kopalni żwiru z użyciem bocznicy należącej do Bydgoskich Kopalni Surowców Mineralnych.